# Southwick (West Sussex)
Southwick è una cittadina di 13 195 abitanti della contea del West Sussex, in Inghilterra.